# 服部 (アルバム)
『服部』（はっとり）は、日本のロックバンドであるUNICORNの3枚目のオリジナル・アルバム。
1989年6月1日にCBSソニーからリリースされた。前作『PANIC ATTACK』（1988年）よりおよそ1年ぶりにリリースされた作品であり、前作までは作詞・作曲はほぼ全曲において奥田民生が担当していたが、本作では堀内一史および阿部義晴、西川幸一、手島いさむのメンバー全員が作詞もしくは作曲を担当している。プロデューサーは前作に引き続き笹路正徳が担当している。
前作レコーディング中に新たに加入した阿部が正式に参加した初のアルバムであり、また初めてメンバーの意向が全面的に押し出されたアルバムであると奥田は述べている。アルバムタイトルは意味のないタイトルにしたいというメンバーの要望から決定され、ジャズとワルツの融合やサンバ、インド音楽やロックンロール、フォークソングなど様々なジャンルの曲が収録された。
本作はオリコンアルバムチャートにおいて最高位第3位となりバンドとして初のトップ10入りを果たした他、売り上げ枚数は20万枚を超えたため日本レコード協会からゴールド認定を受けている。先行シングルとしてバンド初となるシングル「大迷惑」がリリースされた他、リカットとして「デーゲーム」がリリースされ、1曲目にはコメディアンであり俳優の坂上二郎による歌唱バージョンが収録された。

## 背景
アルバム『BOOM』（1987年）でメジャーデビューしたUNICORNは「ハードロックではなく、ハードなロックをやる」という宣伝コピーがあり、ラブソングを中心としたドラマチックで切ないメロディの楽曲を中心としていた。CBS・ソニーでUNICORNの宣伝担当者だった中村収は「ポストBOØWY・ポストUP-BEAT」であったと表現している。しかしリーダーの西川幸一が「アイドルみたいな、タレントみたいなのが嫌だった」と語るように、メンバーの中には鬱屈したものが溜まっていた。
1988年1月31日のインクスティック芝浦公演を最後にキーボード担当の向井美音里が脱退を表明、2月15日に正式に脱退することとなった。6月21日にはプロデューサー笹路正徳のアシスタントで、過去アルバムにも参加した阿部義晴（現・ABEDON）の加入が発表され、2枚目のアルバム『PANIC ATTACK』（1988年）にはスタッフとしてクレジットされているものの、阿部の正式加入前に制作されたアルバムのため阿部はバンドメンバーとしては記載されていなかった。しかし、その後のコンサートツアー「UNICORN TOUR PANICK ATTACK'88」には参加しており、同ツアーは同年10月14日の渋谷公会堂公演から12月24日の秋田県児童会館公演まで、20都市全24公演が行われた。

## 録音、制作
本作のレコーディングは1989年2月半ばより観音崎マリンスタジオおよびスタジオ・テイクワン、音響ハウス、サウンド・アトリエ、一口坂スタジオ、サウンドインスタジオ、ソニー信濃町スタジオと多岐に亘って行われた。
制作にあたっては従来のイメージを大きく覆すタイトルの『服部』が採用され、また制作方法も大きく様変わりした。メンバー全員が作詞・作曲を担当することとなり、演奏面でもボーカルの奥田民生以外のメンバーや、メンバーでない人物もリードボーカルとして歌唱している。奥田は「まわりの状況も見て」「ちゃんと自分らで考えて作れるようになった、最初のアルバムなんじゃないですかね」と述べている。このアルバム制作を通じ、UNICORNの歌詞や演奏フォーマットは従来のロックバンド的なものにとらわれないものとなった。奥田は「UNICORNが『服部』みたいな方向に行くようになった」のは、ディレクター河合誠一マイケルの影響が大きかったと述べている。手島いさむは本作のために12、3曲に及ぶ曲を制作しており、他のメンバーも全員作曲を手掛けたことから30曲以上におよぶ楽曲の中から絞り込みが行われた。西川は制作前に阿部の加入によって1枚目および2枚目のアルバムとはキーボードの存在意義を変えたいと発言している。
音楽誌『ARENA37℃』1989年6月号のインタビューにおいて堀内一史は、前作までは1曲づつ個別に聴かせる形で制作されていたが、本作ではライブを想定して最後の曲まで一貫して聴かせる形で制作したと述べており、奥田は最終曲の「ミルク」がアンコールをイメージしていると述べている。西川は1枚目のアルバムは状況が理解できないまま制作され、2枚目のアルバムは笹路のプロデュースから多くを学び、本作の制作では5人のメンバーでほぼすべてが決定され、行き詰まりかけた際に笹路からアドバイスを受ける程度になっており、次作ではセルフ・プロデュースも検討していると述べている。

## 音楽性とアルバムタイトル
本作の音楽性に関してライターの藤野洋子は、ジャズとワルツの融合やサンバ、インド音楽やロックンロール、フォークソングなどバラエティに富んだ内容になっていると述べている。歌詞の中で男子や女子を題材としたものが減少していることに関して、奥田は「あきちゃったの、それ自体に」と述べ、また「言ってることは同じなのかもしれないけど、周りの、もっと深い状況に重点を置くようになっているよね」と述べている。
音楽誌『別冊宝島724 音楽誌が書かないJポップ批評22 ユニコーン&奥田民生の摩訶不思議』において音楽ライターの菅岳彦は、本作のコンセプトが「矮小なオリジナリティーよりもクリエイティブなパクリを」であると主張し、様々な音楽からの引用を多用していることからピチカート・ファイヴの1枚目のアルバム『couples』（1987年）に近いと述べている。音楽的な方向性や統一感が欠落した広がり方をしている点に関して、菅は「ユニコーン流のコンセプト・アルバムの表現だった」と述べた他、メンバー全員が曲を制作し歌唱するスタイルがUNICORNが大きく影響を受けたビートルズと類似していると指摘、また奥田による刺激的で理解不能なアバンギャルドな歌詞に関しても「ジョン・レノンの奥田民生的解釈とも言える」と述べている。また同誌にて音楽解説者の榊ひろとは、「ペーター」は「ノスタルジックなワルツとジャジーな4分の5拍子」の曲、「逆光」は「アヴァンギャルドでスケールの大きなバラード」、「デーゲーム」は「インド音楽風のストリングスが印象的」と述べている。
アルバムタイトルに冠して、奥田は全国ツアーである「UNICORN TOUR PANICK ATTACK'88」が終了した時点から、「次はもう『服部』ぐらいのタイトルでいいんじゃないの？」と考えており、「ほんとに何の意味もないタイトルにしたかった」として、『山田』でも良かったと述べている。リリース当時のインタビューにおいて奥田はツアーに入った時にはすでに決めていたと述べており、前作がリリースされた頃に何かの切っ掛けで「服部」という言葉が浸透しており、アルバム・タイトルが人名でもいいのではないかという考えで検討していた。1989年1月19日、大阪厚生年金会館で行われたツアー最終日の打ち上げ会場で、奥田、西川、堀内、手島の4人で話し合って『服部』と決定した。これをスタッフに伝えたところ、スタッフは反応に困り静まり返ったという。西川は「『服部』って言われても音楽と結びつかないから、みんな「どんな音楽?」ってなったんだと思う。それって興味が湧くじゃん。その瞬間に俺は『よし、やった』って思ったんだよ」と述べている。
『THE VERY RUST OF UNICORN VIDEO Vol.1』の解説では、マネージャーに就任した原田公一の柔軟な考えにより採用されたとしているが、原田がUNICORNのマネージャーとなったのは、同年1月31日である。原田自身はマネージャーになる前から『服部』のアイデアは聞いており、「アルバムに人格をもたせること」が出発点であり、その中で『服部』という言葉の響きや読みがなが面白いという話を回想している。『服部』という名前は阿部の出身地である山形の実業家の服部敬雄が由来であるという噂が存在しているが、奥田と阿部は「そんな人は知らん」と答えている。

## 楽曲

### SIDE A
1. 「ハッタリ（メドレー: おかしな2人～ツイストで目を覚ませ〜抱けないあの娘〜Maybe Blue〜Fallin' Night〜ペーター〜I'M A LOSER〜パパは金持ち〜君達は天使）」
インストゥルメンタル。オーケストラによるユニコーンの楽曲のメドレー。名称はアルバムタイトルに因んだものであり、「大迷惑」にてミュージカルの要素が導入されていたことから、ミュージカルのオープニングで曲の主要部分のみを演奏するメドレーに倣って制作された[24]。アレンジはメンバーの意図を汲んだ上で笹路が行っている[24]。音楽誌『別冊宝島724 音楽誌が書かないJポップ批評22 ユニコーン&奥田民生の摩訶不思議』においてライターの市川誠は、「編曲を手がけた笹路正徳の職人技が光、してやったりな『服部』オープニング曲だ」と述べている[25]。
2. 「ジゴロ」
メンバーではなく、「ペーター」とクレジットされた当時10歳の子供による歌唱[26]。作曲した西川はヨーロッパや少年が童謡を歌っているイメージで制作しており、奥田による歌詞については「史上最低の歌詞」と述べたが、「史上最低だから認めざるを得ない」とも述べている[26]。堀内は子供の名前は収録曲の「ペーター」から取られたのではないかと述べている[27]。音楽誌『別冊宝島724 音楽誌が書かないJポップ批評22 ユニコーン&奥田民生の摩訶不思議』においてライターの西岡ムサシは、「自信が窺える際どいユーモアだ」と述べている[25]。
3. 「服部」
シングル「大迷惑」のカップリング曲であり表題曲。当初「服部」という曲がなかったため、奥田が制作しレコーディング直前に提出された[28]。西川は本曲を「完ぺきなハードロック」であると主張し、当時のヘヴィメタルやハードロックのバンドがポップなメロディーを制作していたことへの反発から徹底的にハードロックの音楽性を追求したと述べている[29]。歌詞については「人の名前なんだから、何でもいいんだよね、歌詞なんて。「『誰かの曲です』ってこと言えばいいわけだから」と述べている[30]。音楽誌『別冊宝島724 音楽誌が書かないJポップ批評22 ユニコーン&奥田民生の摩訶不思議』においてお笑いコンビであるダイノジの大谷伸彦は、ギターリフがリッチー・ブラックモアのフレーズと酷似している事を指摘した他、「三十男に女を寝取られる男の悲劇」という歌詞が「ロックっぽくない」と述べている[31]。また、前作収録曲の「HEY! MAN」の続編的であると指摘した他、「早く老けたがっていた（ような）民生の趣味が反映」とも述べている[31]。トリビュート・アルバム『ユニコーン・カバーズ』（2013年）においてグループ魂によるカバーが収録されている[32][33][34][35]。
4. 「おかしな2人」
仮タイトルは「ニーズ・オブ・ファン」[36]。西川は本曲を「SUGAR BOY」の路線であると主張し、サビのハーモニーの形態が「SHE SAID」と同様であると述べた他、本作のテーマは「ペケペケ」の発展形であり女性側からの視点で描かれた「ペケペケ」であるとも述べている[37]。イントロ部分は奥田が制作したデモテープの時点から存在しており、メンバー全員の息を合わせるのが難しく、レコーディング前の合宿においても時間があればメンバー各自が個人練習をしていたという[28]。音楽誌『別冊宝島724 音楽誌が書かないJポップ批評22 ユニコーン&奥田民生の摩訶不思議』において市川は、本曲を「バンド・ブーム全盛の当時、巷にあふれていたビート・ポップと、成長期にあったユニコーンの音楽性の接点に生まれた名曲」であると指摘し、序盤からすぐにサビに移行せず、サビが開始してからは歌詞を変えながら何度も同じメロディーが繰り返される構成が面白いと述べ、「曲を作った奥田の才能はもとより、片想いの気持ちを、ユーモラスでありながらせつなさにあふれる独特な言葉遣いで綴った、川西による歌詞がとにかく素晴らしい」と称賛している[25]。トリビュート・アルバム『ユニコーン・トリビュート』（2007年）においてシュノーケルによるカバーが収録されている[38][39][40]。
5. 「ペーター」
コンサートツアー中の北海道公演の際に電車に乗って窓の外の雪を眺めながら堀内が制作した曲[41]。イメージとしては、ヨーロッパの小さな街の寂しい感じを出したと堀内は述べている[41]。音楽誌『別冊宝島724 音楽誌が書かないJポップ批評22 ユニコーン&奥田民生の摩訶不思議』において西岡は、本曲をロシア民謡風なワルツでありZABADAKのような「耽美系プログレ世界」であると位置付け、後半が「テイク・ファイヴ」（1959年）のように5拍子になることから「EBIの変なセンス爆発」と述べている[25]。
6. 「パパは金持ち」
次曲とつながっている。PVも存在し、「君達は天使」と2曲で1つのPVという形式である。曲先の奥田民生にしては珍しく詞先の曲で、タイトル、歌詞、曲の順で作られた。手島は通常のロックバンドではやらないような軽薄なイントロであると述べた他、ロックンロールからサンバに展開していく構想があったため、ラテン・パーカッションを導入している[37]。音楽誌『別冊宝島724 音楽誌が書かないJポップ批評22 ユニコーン&奥田民生の摩訶不思議』において市川は、「無理めな変拍子など、小ネタが詰まっているが、メロディが太いため、型崩れしない」と述べている[25]。
7. 「君達は天使」
プリンセス プリンセスの奥居香とPSY・SのCHAKA（安則まみ）がコーラスで参加している。前曲からサンバのリズムで繋がっている構成になっているが、これは全くの偶然でありそれぞれ別で制作された曲であったが繋がる構成にした方が面白いとの判断で結合されることとなった[41]。音楽誌『別冊宝島724 音楽誌が書かないJポップ批評22 ユニコーン&奥田民生の摩訶不思議』においてライターの飯島久美子は、「うっとり歌うEBIの王子様パワーが炸裂、かなり笑える」と述べている[25]。
8. 「逆光」
当初はボーカルが一定の同じ音を出しながらコード進行のみが変化する曲を制作する意図であったが、夜に制作していたためにバラードになったと阿部は述べている[24]。当初制作されたバージョンではバックのサウンドも綺麗なものであったが、気が変わった阿部によって狂ったようなイメージの曲に変更された[24]。音楽誌『別冊宝島724 音楽誌が書かないJポップ批評22 ユニコーン&奥田民生の摩訶不思議』においてライターの川口瑞夫は、本曲が阿部による初作品であることに触れた他、「バンド・サウンドとはおよそかけ離れたオーケストラ風のアレンジ」であると述べ、また「新加入の分際でいきなりこんな曲を提出してしまうアベBの悪意も感じられる佳曲」であるとも述べている[25]。

### SIDE B
1. 「珍しく寝覚めの良い木曜日」
手島は本曲はレゲエであると述べ、マニュアルトラックダウンが行われたためにベースが途中で切れたような音になっていると述べている[41]。またアウトロにおいてもテープを切り張りするという小細工が行われていると述べている[41]。音楽誌『別冊宝島724 音楽誌が書かないJポップ批評22 ユニコーン&奥田民生の摩訶不思議』においてライターの堀越葉子は、本曲がUNICORN初のレゲエであると指摘した他、レゲエ野郎なのにも拘わらずレゲエウーマンはタイプではないという歌詞の内容から、「葛藤と開き直りの歌」であると述べている[25]。トリビュート・アルバム『ユニコーン・トリビュート』においてPUSHIMによるカバーが収録されている[38][39][40]。
2. 「デーゲーム」
2枚目のシングル曲。詳細は「デーゲーム」の項を参照。
3. 「人生は上々だ」
曲が進行していく内に徐々にキーが高くなっていくことから、仮タイトルは「上昇」となっていた[42]。デモテープの雰囲気を出すためにリズム・マシーンによるドラム音が採用された[24]。リスム・マシーンはレンタルのため使用方法が分からず、手動で切り替えながらレコーディングしたところ曲の構成が分からなくなってしまい、勘で切り替えながら操作したためリズムが覚束ない状態となっている[42]。当初はフェードインで終了するはずであったが、阿部による音声が偶然決まりそれが終結としてそのまま採用された[42]。作詞は阿部と西川の共作であり、男性の同性愛をテーマにしているが、新宿二丁目ではなくイギリスのカレッジ的なイメージで制作されている[24]。音楽誌『別冊宝島724 音楽誌が書かないJポップ批評22 ユニコーン&奥田民生の摩訶不思議』においてライターの内田和世は、「ユニコーンが持つコミカルな部分が全面に押し出されたアルバム『服部』ならではのスタイル」であると述べた他、「曲構成、歌詞共に当時のロックバンドとしては異色で衝撃的な内容といえる」とも述べている[25]。トリビュート・アルバム『ユニコーン・カバーズ』において氣志團によるカバーが収録されている[32][33][34][35]。
4. 「抱けるあの娘」
ほぼデモテープのまま演奏され、ゴージャスなイメージにするためブラスを入れたことによって胸や尻の大きな人が歩くイメージが湧いた奥田が歌詞を制作した[24]。歌詞中の「益荒男」という言葉はディレクターが提案した[24]。音楽誌『別冊宝島724 音楽誌が書かないJポップ批評22 ユニコーン&奥田民生の摩訶不思議』において市川は、「アメリカに新天地を求めて渡った日本人の欲望を、ホーン・セクションを用い、ミュージカルっぽいアレンジで描いた」曲であると述べ、前作収録曲である「抱けないあの娘-Great Hip in Japan-」とは無関係であることを指摘している[25]。
5. 「大迷惑」
ユニコーンの1作目のシングル曲。詳細は「大迷惑」の項を参照。
6. 「ミルク」
奥田は本曲をフォークソングであると述べた他、トラックダウンする時間が無かったことから一発録りでレコーディングされたと述べている[43]。阿部がハーモニカを担当することになっていたが、レコーディング当日に阿部がスタジオを間違えたため収録されていない[43]。制作時の奥田には子供はいなかったが、子供が出来た時のことを想定して制作されており、また奥田は「ジゴロ」において子供が欲しくないという歌詞があったことから「最後に子供っていいよねぇという感じでシメた」と述べている[43]。音楽誌『別冊宝島724 音楽誌が書かないJポップ批評22 ユニコーン&奥田民生の摩訶不思議』において大谷は、「聴く者をほのぼのとさせる命の誕生を歌った曲」であると述べた他、2曲目の「ジゴロ」に繋がっていくことを指摘している[25]。また、本曲はビートルズにおける「ブラックバード」（1968年）であると主張し、「多種多様な曲が並ぶ『服部』の最後にふさわしい」と述べている[25]。トリビュート・アルバム『ユニコーン・トリビュート』においてつじあやのによるカバーが収録されている[38][39][40]。

## リリース
本作は1988年7月21日にCBS・ソニーから、CD、CTの2形態でリリースされた。CDの初回限定盤には、制作進行の須藤由美子の発案で「服部」の題字が書かれた巾着袋がついていた。本作よりCDとCTのみの発売となったことに関して、レコード盤を愛好する奥田は残念がっていた。
1992年11月21日にはMDにて再リリース、UNICORN解散後となる1995年12月13日には、ソニー・ミュージックレコーズから「ユニコーンの逆転満塁ホームランプライスシリーズ」として廉価版CDがリリースされた。また、2007年12月19日にはエスエムイーレコーズから紙ジャケット仕様CDとして再リリースされた。さらに2012年12月5日には9枚組CD+DVDのボックス・セット『UNICORN SME ERA - remasterd BOX』においてデジタル・リマスタリング盤が収録され、2017年12月6日にはデビュー30周年を記念して、ABEDONがリマスタリングを担当した工具箱風ボックス入りの15枚組CD-BOX『UC30 若返る勤労』に収録されて再リリースされた。2019年11月21日には、本作制作時の様子について、メンバーやスタッフへのインタビューを行った『ユニコーン『服部』ザ・インサイド・ストーリー』が発刊された。

## プロモーション
本作制作時期の前後で、UNICORNは本格的にテレビ出演を行うようになり、先行リリースされた「大迷惑」のヒットもあり、大きな人気を得ることとなった。主なテレビ出演としては、1989年5月6日放送のNHK総合音楽番組『ジャストポップアップ』（1988年 - 1991年）、5月20日放送のフジテレビ系音楽番組『オールナイトフジ』（1983年 - 1991年）、5月25日放送のTBS系音楽番組『ザ・ベストテン』（1978年 - 1989年）などに出演した他、7月26日放送のフジテレビ系音楽番組『夜のヒットスタジオDELUXE』（1985年 - 1989年）にて初出演を果たし、いずれも「大迷惑」を演奏した。
また、8月19日放送の『オールナイトフジ』では「大迷惑」とともに「デーゲーム」が演奏された他、9月18日放送の日本テレビ系音楽番組『歌のトップテン』（1986年 - 1990年）においてはコメディアンであり俳優の坂上二郎のみが出演しメンバーが出演しない形で「デーゲーム」が演奏された。12月15日放送の『ヒットスタジオR&N』においては「パパは金持ち」および「君達は天使」が演奏、12月16日放送のフジテレビ系バラエティ番組『夢で逢えたら』（1988年 - 1991年）においては「ツイストで目を覚ませ」が演奏、1990年1月13日放送の日本テレビ系バラエティ番組『爆風スランプのお店』（1989年 - 1990年）においては「服部」および「人生は上々だ」が演奏、同年4月18日放送の『ジャストポップアップ』においては「服部」が演奏された。

## アートワーク
ジャケット写真には、メンバーではない老齢男性の顔が大写しとなったものが採用されている。モデルは、当時東京都荒川区在住の鳶職で公益法人江戸消防記念会（現・一般社団法人江戸消防記念会）第五区七番組（旧江戸町火消九番組れ組）副組頭を務めていた中村福太郎である（1921年 - 2019年）。ディレクターの河合誠一マイケルは、アメリカの写真家リチャード・アヴェドンの写真集を見てジャケットにできないかと考えていたという。河合から「粋で、いなせで、味のある人がいい、でも有名人じゃない」人を探していると聞かされた制作進行の須藤由美子は当時日暮里に住んでおり、中村を紹介することとなった。当初はCBSソニーの社内にいた「服部」という人物も候補に上がっていたという。コンパクトディスクのジャケットサイズが小さいことに不満を持っていたアートディレクターの野本卓司は、インパクトを出すために顔のアップにすることとした。
宣伝担当者の中村収は、会議で「なんでジャケットにメンバーが出ないんだ」とか「このおじいさんは誰だ!」と責められたと回想している。また西川はローリング・ストーンズのチャーリー・ワッツにこのアルバムを渡したところ、「Who？」「まさかメンバーじゃないよね、誰なの？」と聞かれたことを回想している。
「服部」発売当時『夜のヒットスタジオDELUXE』にUNICORNが出演した際は「イメージボーイ」としてメンバーと共演している。この時の歌唱曲は「大迷惑」だったが、曲紹介を振られた中村は「ユニコーンで『服部』です」と間違えている。その後七番組組頭就任した後にも、阿部がプロデュースした氣志團のアルバム『TOO FAST TO LIVE TOO YOUNG TO DIE』（2004年）のジャケット写真に起用され、紫のリーゼントカツラ姿になった。その後、本アルバム発売から30年となる2019年3月に98歳で逝去した。また、『服部』の題字はアートディレクターの野本が書いたものである。

## ツアー
本作を受けたコンサートツアーは、「UNICORN WORLD TOUR 1989 服部」と題して1989年4月21日の戸田市文化会館公演から7月10日の日本武道館公演まで、37都市全41公演が行われた。東京においては4月29日に日比谷野外音楽堂、5月13日に東京PIT公演が行われた。2会場の公演では冒頭にインストゥルメンタルである「ハッタリ」が会場内に流れ、日比谷野音音楽堂においては本作の収録曲をほぼ全曲網羅した構成であったが、聴衆のほとんどが初めて聴く楽曲であったこともあり、盛況とはいえない状態であった。そのこともあり、東京PITにおいては曲目は変えずに曲順のみを変更、当日の構成はリハーサル中に急遽決定されたものであり、また楽屋を突然訪れたJUN SKY WALKER(S)の寺岡呼人が要望したことからオープニングナンバーである「人生は上々だ」は阿部と寺岡によって歌唱されることになった。
ツアー最終日となる7月10日には初の日本武道館公演を実施、同日には全国から選ばれた服部姓の人を「服部様ご一行」名義で招待している。ステージ装飾はシンプルであり、セットらしいものはなく5人の演奏だけを聴かせるようなステージ構成となった。当日は1万人が動員され、客電が落ちると同時にスクリーンに「服部」の2文字が浮かび上がり、奥田による「そこから手島くんは見えるか? 見えない? それはホントに大・迷・惑!」というMCとともに手島と堀内による「大迷惑」の演奏が開始された。その後奥田は「ブドウカンはガイジンがヤルモノ。ワタシたちも出来テ、とてもウレシイです。ドモ、アリガト」とカタコトでMCを行い、その後「SUGAR BOY」が演奏された。「ペケペケ」の演奏では阿部はブルースハープを持ちながら走り回り、手島とともに左右のやぐらにそれぞれ登りギターとブルースハープの共演を行った。「抱けるあの娘」では終盤で奥田が卒倒し退場、代わりに阿部にマイクを奪われるという演出が行われた他、「パパは金持ち～LIMBO」ではスタッフによる一発芸が披露された。最終曲となる「服部」では「最後の曲はお前たちに捧げます!」と奥田がMCした後に、全員ブロンドヘアーのかつらを付けて「服部様ご一行」に向けて演奏された。アンコールでは西川のボーカルによる「バラバラ」やピアノによるアレンジの「眠る」が演奏された他、エルヴィス・プレスリーのような白い衣装を着た阿部が登場し、「Y・ABE」と書かれたタオルを用意した上で再び寺岡とのジョイントで「人生は上々だ」が演奏された。
さらに「UNICORN WINTER TOUR PANIC 服部 BOOMツアー」と題したコンサートツアーを、同年10月24日の戸田市文化会館公演から翌1990年3月3日の山形県民会館公演まで、38都市全55公演が行われた。1月16日から1月18日にかけては新宿厚生年金会館において3日間連続公演を実施、初日には坂上二郎がゲストとして登場した。

## 批評、影響
| 専門評論家によるレビュー             | 専門評論家によるレビュー |
| レビュー・スコア                     | レビュー・スコア         |
| 出典                                 | 評価                     |
| ------------------------------------ | ------------------------ |
| CDジャーナル                         | 肯定的                   |
| 音楽誌が書かないJポップ批評22        | 肯定的                   |
| 別冊カドカワ 総力特集ユニコーン 2009 | 肯定的                   |

本作の音楽性に対する批評家たちからの反応は概ね肯定的なものとなっており、音楽情報サイト『CDジャーナル』では、本作は前作までのハードロックおよびパンク・ロックの路線から転換し「ユーモアあふれる独自のロック・サウンドを展開した」と述べた上で、「「大迷惑」や表題曲「服部」など、痛快なナンバーが満載された名盤だ」と称賛した。音楽誌『別冊宝島724 音楽誌が書かないJポップ批評22 ユニコーン&奥田民生の摩訶不思議』において音楽解説者の榊ひろとは、本作をビートルズにおける『サージェント・ペパーズ・ロンリー・ハーツ・クラブ・バンド』（1967年）に当たると位置付けた上で、メンバーそれぞれの制作曲が増えたことで「現在にも通じる奥田ナンバーの個性がかえって際立つようになっている」と指摘した他、「ペーター」および「逆光」、「デーゲーム」が特に良い出来であると肯定的に評価した。文芸雑誌『別冊カドカワ 総力特集ユニコーン 2009』において音楽評論家の平山雄一は、本作から阿部が正式加入したことによって「膨大な音楽知識とハチャメチャなキャラクターがバンドに一大革命を巻き起こした」と指摘した上で、ラテン・パーカッションやブルースハープ、ティンパニなどメンバーの担当楽器が増加しておりメンバーが「楽器の持ち替えを目いっぱい楽しんでいる」と表現、その他にも後に至るまで活動を共にするスタッフが本作において結集したことやPSY・SのCHAKAやプリンセス プリンセスの奥居香が参加していることから「とにかく音楽で遊んじゃうユニコーン・スタイルが確立したアルバム」と述べ傑作であると称賛した。
ロックバンド・マカロニえんぴつのメンバー、はっとりの芸名は本作のタイトルから取られている。

## チャート成績
本作はオリコンアルバムチャートにおいて、初回限定盤が最高位第3位の登場週数5回で売り上げ枚数は10.8万枚、通常盤は最高位第10位の登場週数34回で売り上げ枚数は16.3万枚となり、総合の売り上げ枚数は27.1万枚となった。初回盤の売り上げ枚数はUNICORNのアルバム売上ランキングにおいて第13位となり、通常盤は第10位となった。2022年および2023年に実施されたねとらぼ調査隊によるUNICORNのアルバム人気ランキングではともに第1位となった。

## 収録曲

### CT
| 全編曲: 笹路正徳、UNICORN（#1のみ, 編曲: 笹路正徳）。 |                  |                |                |                    |       |
| #                                                     | タイトル         | 作詞           | 作曲           | ボーカル           | 時間  |
| 1.                                                    | 「ハッタリ」     |                |                |                    | 3:33  |
| 2.                                                    | 「ジゴロ」       | 奥田民生       | 川西“西川”幸一 | ペーター           | 1:57  |
| 3.                                                    | 「服部」         | 奥田民生       | 奥田民生       | 奥田民生           | 4:29  |
| 4.                                                    | 「おかしな2人」  | 川西“西川”幸一 | 奥田民生       | 奥田民生           | 3:37  |
| 5.                                                    | 「ペーター」     | 堀内一史       | 堀内一史       | 堀内一史           | 3:26  |
| 6.                                                    | 「パパは金持ち」 | 奥田民生       | 奥田民生       | 奥田民生、堀内一史 | 4:47  |
| 7.                                                    | 「君達は天使」   | 堀内一史       | 堀内一史       | 堀内一史、奥田民生 | 2:35  |
| 8.                                                    | 「逆光」         | 阿部義晴       | 阿部義晴       | 奥田民生           | 4:25  |
| 合計時間:                                             | 合計時間:        | 合計時間:      | 合計時間:      | 合計時間:          | 28:49 |

| 全編曲: 笹路正徳、UNICORN。 |                              |                          |            |                    |       |
| #                           | タイトル                     | 作詞                     | 作曲       | ボーカル           | 時間  |
| 9.                          | 「珍しく寝覚めの良い木曜日」 | 手島いさむ               | 手島いさむ | 奥田民生           | 4:21  |
| 10.                         | 「デーゲーム」               | 手島いさむ               | 手島いさむ | 奥田民生           | 4:28  |
| 11.                         | 「人生は上々だ」             | 川西“西川”幸一、阿部義晴 | 奥田民生   | 阿部義晴、奥田民生 | 4:16  |
| 12.                         | 「抱けるあの娘」             | 奥田民生                 | 奥田民生   | 奥田民生           | 5:07  |
| 13.                         | 「大迷惑」                   | 奥田民生                 | 奥田民生   | 奥田民生           | 3:39  |
| 14.                         | 「ミルク」                   | 奥田民生                 | 奥田民生   | 奥田民生           | 2:58  |
| 合計時間:                   | 合計時間:                    | 合計時間:                | 合計時間:  | 合計時間:          | 24:49 |

- CDブックレットに記載されたクレジットを参照[78]。

### CD / MD
| 全編曲: 笹路正徳、UNICORN（#1のみ, 編曲: 笹路正徳）。 |                              |                          |                |                    |       |
| #                                                     | タイトル                     | 作詞                     | 作曲           | ボーカル           | 時間  |
| 1.                                                    | 「ハッタリ」                 |                          |                |                    | 3:33  |
| 2.                                                    | 「ジゴロ」                   | 奥田民生                 | 川西“西川”幸一 | ペーター           | 1:57  |
| 3.                                                    | 「服部」                     | 奥田民生                 | 奥田民生       | 奥田民生           | 4:29  |
| 4.                                                    | 「おかしな2人」              | 川西“西川”幸一           | 奥田民生       | 奥田民生           | 3:37  |
| 5.                                                    | 「ペーター」                 | 堀内一史                 | 堀内一史       | 堀内一史           | 3:26  |
| 6.                                                    | 「パパは金持ち」             | 奥田民生                 | 奥田民生       | 奥田民生、堀内一史 | 4:47  |
| 7.                                                    | 「君達は天使」               | 堀内一史                 | 堀内一史       | 堀内一史、奥田民生 | 2:35  |
| 8.                                                    | 「逆光」                     | 阿部義晴                 | 阿部義晴       | 奥田民生           | 4:25  |
| 9.                                                    | 「珍しく寝覚めの良い木曜日」 | 手島いさむ               | 手島いさむ     | 奥田民生           | 4:21  |
| 10.                                                   | 「デーゲーム」               | 手島いさむ               | 手島いさむ     | 奥田民生           | 4:28  |
| 11.                                                   | 「人生は上々だ」             | 川西“西川”幸一、阿部義晴 | 奥田民生       | 阿部義晴、奥田民生 | 4:16  |
| 12.                                                   | 「抱けるあの娘」             | 奥田民生                 | 奥田民生       | 奥田民生           | 5:07  |
| 13.                                                   | 「大迷惑」                   | 奥田民生                 | 奥田民生       | 奥田民生           | 3:39  |
| 14.                                                   | 「ミルク」                   | 奥田民生                 | 奥田民生       | 奥田民生           | 2:58  |
| 合計時間:                                             | 合計時間:                    | 合計時間:                | 合計時間:      | 合計時間:          | 53:38 |

## スタッフ・クレジット
- CDブックレットに記載されたクレジットを参照[79]。

### UNICORN
- 阿部義晴 – キーボード、合わせシンバル大、ブルースハープ、コーラス、リードボーカル（「人生は上々だ」）
- 西川幸一 – ドラムス、ティンパニ、コーラス、グランカスタ、合わせシンバル小
- 堀内一史 (EBI) – ベース、ギター、コーラス、リードボーカル（「ペーター」「君達は天使」）
- 奥田民生 – ボーカル、ギター、キーボード、ラテン
- 手島いさむ – ギター、コーラス

### 参加ミュージシャン
- おそってトリオ（安則まみ、奥居香、阿部義晴） – コーラス（「君達は天使」）
- 笹路なんつったって正徳っつうぐらいのもんで – 編曲、コーラス、巨泉、ラテン
- マイケル鼻血 – ラテン、ジャズ、アヴァンギャルド
- 安則まみ – 無国籍歌唱（「デーゲーム」）
- ペーター – ボーイソプラノ（「ジゴロ」）
- 安部良一 – コーラス（「珍しく寝覚めの良い木曜日」）
- イヴ – コーラス（「パパは金持ち」）
- 奥田民生と東京ユニコーン – ビッグバンドサービス（「抱けるあの娘」）
- 笹路なんつったって正徳っつうぐらいのもんでとオルケスタ・デル・アミーゴ – 管弦楽（「大迷惑」、「ハッタリ」）

### 録音スタッフ
- 石井俊雄 – 制作部長
- 平郡泰典 – 原盤幹事
- マイケル鼻血 – 現場監督
- 笹路なんつったって正徳っつうぐらいのもんで – 先生
- 大森“シモン”政人 – 録音及び左右まとめ技師
- 深田晃 – 録音及び左右まとめ技師（「ハッタリ」）
- 鈴木良博 – 録音技師
- 森岡“サーヤ”徹也 – 録音技師
- 加藤博実 – 録音技師
- 三上義英（観音崎マリンスタジオ） – 録音助手
- 井上一郎（スタジオ・テイク・ワン） – 録音助手
- 水谷勇紀（スタジオ・テイク・ワン） – 録音助手
- 高村政貴（音響ハウス） – 録音助手
- 中井賢二（サウンド・アトリエ） – 録音助手
- 宮地亨（サウンド・アトリエ） – 録音助手
- 水出吉則（一口坂スタジオ） – 録音助手
- 小林敦（サウンド・イン） – 録音助手
- 原剛（ソニー信濃町スタジオ） – 録音助手
- 高村宏（ミュージックランド） – 音楽家手配師

### 美術スタッフ
- 野本卓司（デー・ゲー） – 包装美術
- 若月勤 – 写真家
- 佐野“悩殺”美由紀 – 衣装及び美粧
- 須藤由美子 – 制作進行係
- 中村福太郎（表紙） – 第五区七番組福組頭

### その他スタッフ
- 原田“ランス”公一（CSアーティスツ） – 独立支配人
- 鈴木“銀ちゃん”銀二郎（CSアーティスツ） – 契約舎弟
- 中村雲雀（CBS・ソニー） – 宣伝
- 中田コーガン（CSアーティスツ） – 宣伝
- 岸研一 – 協力
- 本木奈保美 – 協力
- 藤井理央（ハート・ミュージック） – 協力
- SWITCH – 協力
- TAMA – 協力
- アイバニーズ – 協力
- グヤトーン – 協力

## チャート、認定
| チャート         | 最高順位 | 登場週数 | 売上数   | 備考       | 出典  |
| ---------------- | -------- | -------- | -------- | ---------- | ----- |
| 日本（オリコン） | 3位      | 5回      | 10.8万枚 | 初回限定盤 | [ 3 ] |
| 日本（オリコン） | 10位     | 34回     | 16.3万枚 | 通常盤     | [ 3 ] |

| 国/地域 | 認定組織         | 日付      | 認定     | 売上数   | 出典  |
| ------- | ---------------- | --------- | -------- | -------- | ----- |
| 日本    | 日本レコード協会 | 1989年9月 | ゴールド | 200,000+ | [ 4 ] |

## リリース日一覧
| No. | リリース日     | レーベル                       | 規格         | カタログ番号 | 備考                                                                                  | 出典                |
| --- | -------------- | ------------------------------ | ------------ | ------------ | ------------------------------------------------------------------------------------- | ------------------- |
| 1   | 1989年6月1日   | CBS・ソニー                    | CD           | 33DH-5253    | 初回限定盤、巾着袋入り                                                                | [ 3 ] [ 15 ] [ 80 ] |
| 2   | 1989年6月1日   | CBS・ソニー                    | CD           | 32DH-5254    | 通常盤                                                                                | [ 3 ] [ 15 ] [ 81 ] |
| 3   | 1989年6月1日   | CBS・ソニー                    | CT           | 28KH-5254    |                                                                                       | [ 3 ]               |
| 4   | 1992年11月21日 | ソニー・ミュージックレコーズ   | MD           | SRYL-7057    |                                                                                       | [ 82 ]              |
| 5   | 1995年12月13日 | ソニー・ミュージックレコーズ   | CD           | SRCL-3413    | ユニコーンの逆転満塁ホームランプライスシリーズ（廉価版）                              | [ 70 ] [ 83 ]       |
| 6   | 2007年12月19日 | エスエムイーレコーズ           | CD           | SECL-603     | 紙ジャケット仕様                                                                      | [ 84 ] [ 85 ]       |
| 7   | 2010年4月1日   | ソニー・ミュージックダイレクト | AAC-LC       | -            | デジタル・ダウンロード                                                                | [ 86 ]              |
| 8   | 2010年4月1日   | ソニー・ミュージックダイレクト | ロスレスFLAC | -            | デジタル・ダウンロード                                                                | [ 87 ]              |
| 9   | 2012年12月5日  | エスエムイーレコーズ           | CD           | SECL-1233    | CD-BOX『UNICORN SME ERA - remasterd BOX』収録、紙ジャケット仕様、デジタルリマスター版 | [ 88 ] [ 89 ]       |
| 10  | 2017年12月6日  | キューンミュージック           | CD           | KSCL-2983    | 完全生産限定CD-BOX『UC30 若返る勤労』収録、ABEDONがリマスタリングを担当               | [ 90 ] [ 91 ]       |
| 11  | 2017年12月6日  | ソニー・ミュージックレーベルズ | AAC-LC       | -            | 『UC30 若返る勤労』収録盤と同内容のデジタル・ダウンロード版                           | [ 92 ]              |
| 12  | 2017年12月6日  | ソニー・ミュージックレーベルズ | ロスレスFLAC | -            | 『UC30 若返る勤労』収録盤と同内容のデジタル・ダウンロード版                           | [ 93 ]              |